# آشپزی جیبوتیایی
آشپزی جیبوتی ترکیبی از آشپزی‌های سومالیایی، آفار، یمنی و فرانسوی است، تأثیراتی نیز از آشپزی آسیای جنوبی (به ویژه هندی) گرفته است.
غذاهای محلی معمولاً با استفاده از انواع ادویه‌های خاورمیانه از زعفران گرفته تا دارچین تهیه می‌شوند. ماهی کبابی یمنی که از وسط باز می‌شود و اغلب به شکل تنوری پخته می‌شود، یک غذای لذیذ محلی است. غذاهای تند انواع مختلفی دارند، ازآن جمله می‌توان به فه فاه سنتی یا سوپ جیبوتین (سوپ گوشت گاو آب‌پز تند)، تا Yetakelt Wet (خورش سبزیجات مخلوط تند) اشاره کرد.
زالوو (تلفظ "حلو") یا حلوا یک شیرینی محبوب است که در مناسبت‌های ویژه مانند جشن‌های عید یا جشن‌های عروسی مصرف می‌شود. حلوا از شکر، نشاسته ذرت، پودر هل، پودر جوز هندی و قی تهیه می‌شود. بادام زمینی نیز گاهی برای بهبود بافت و طعم به آن اضافه می‌گردد.

## صبحانه
صبحانه (quraac) یک وعده غذایی مهم برای مردم جیبوتی است که اغلب روز را با سبکی از چای (شاه) یا قهوه (بونا) شروع می‌کنند. غذای اصلی معمولاً یک نان پنکیک مانند به نام لاهه است که ممکن است با خورش یا سوپی مانند وات صرف شود. این خوراک شبیه به اینجرای اتیوپی است، اما کوچکتر و نازکتر از آن است. یک بغل بشقابی از جگر (معمولاً گاو)، گوشت بز (هیلیب آری)، گوشت گاو خرد شده در بستر سوپ (سقار) یا برگه گوشت (عودک یا مقمد) نیز ممکن است سرو شود. معمولاً سه تکه لاهه اغلب همراه با عسل، قی و یک فنجان چای مصرف می‌شود.

## ناهار و شام

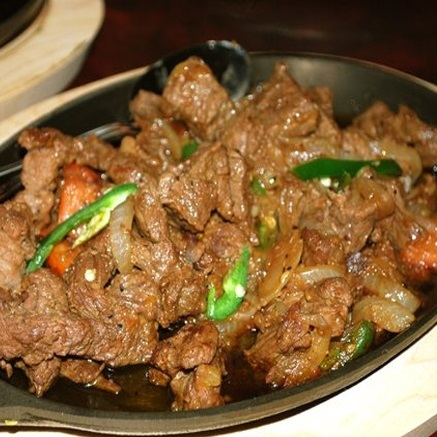
سرو گوشت ران شتر در رستورانی در جیبوتی.

با ناهار (قادو) و شام (کاشو) اغلب با غذای اصلی خورش (مراق) سرو می‌شود که در سبک‌ها و طعم‌های مختلف عرضه می‌شود. برنج (bariis) اغلب با گوشت و/یا یک موز در کنار آن سرو می‌شود. در شهر جیبوتی، استیک و ماهی به‌طور گسترده مصرف می گرددد. پاستا (بااستو) اغلب با خورش سنگین‌تری نسبت به سس ماکارونی ایتالیایی ارائه می‌شود، اما در غیر این صورت به روشی مشابه برنج سرو می‌شود. گوشت کبابی اغلب همراه با پاستا مصرف می‌شود.

## میان‌وعده و شیرینی

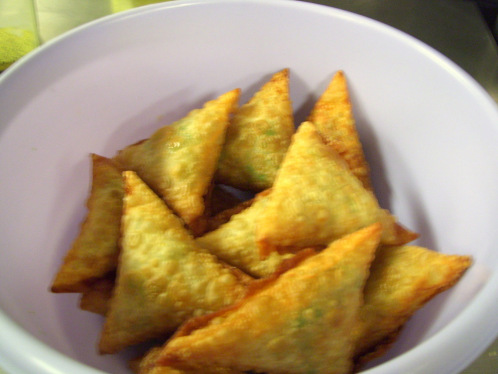
یک بشقاب سامبوس (سمبوسه)

سامبوسا، نسخه سومالیایی میان‌وعده سمبوسه مثلثی و معمولاً در سراسر جیبوتی در طول افطار مصرف می‌شود. نوع محلی آن با فلفل سبز تند طعم‌دار می‌گردد و ماده اصلی آن اغلب گوشت چرخ کرده (معمولاً بز) یا ماهی است.
گاروبی یکی از غذاهای اصلی جیبوتی است. این غذا شبیه فرنی است که با خیساندن جو در شیر تهیه می‌شود و با زیره یا سایر ادویه‌ها طعم دار می‌گردد. Bajiyos، نسخه سومالیایی پاکورا هندی که به‌طور منظم در سر سفره‌ها و مغازه‌های خیابانی، به ویژه در هنگام افطار در ماه رمضان است، استفاده می‌شود. این‌ها بخشی از چهار ماده غذایی ضروری چای عصرانه جیبوتیایی هستند. میوه‌هایی مانند انبه (کامبو)، گواوا (seytuun) و موز (moos) نیز در طول روز به عنوان میان‌وعده مصرف می‌گردند.